# 102 Dywizja Piechoty (III Rzesza)
102 Dywizja Piechoty (niem. 102. Infanterie-Division) – niemiecka dywizja z czasów II wojny światowej, sformowana na mocy rozkazu z 15 grudnia 1940, w 12. fali mobilizacyjnej na poligonie Groß Born w II Okręgu Wojskowym.

## Struktura organizacyjna
- Struktura organizacyjna w grudniu 1940:

232., 233.  i 235.  pułk piechoty, 104. pułk artylerii, 102. batalion pionierów, 102. oddział rozpoznawczy, 102. oddział przeciwpancerny, 102. oddział łączności, 102. polowy batalion zapasowy;
- Struktura organizacyjna w lipcu 1942:

84., 232. i 233. pułk piechoty, 104. pułk artylerii, 102. oddział rozpoznawczy, 102. oddział przeciwpancerny, 102. oddział łączności, 102. polowy batalion zapasowy; 
- Struktura organizacyjna w listopadzie 1943:

84. i 232. pułk grenadierów, 216. grupa dywizyjna, 102. pułk artylerii (I., III., IV. I II./216. pułk artylerii), 102. batalion pionierów, 102. dywizyjny batalion fizylierów, 102. oddział przeciwpancerny, 102. oddział łączności, 102. polowy batalion zapasowy.

## Dowódcy dywizji
- Generalleutnant John Ansat 10.12.1940 – 01.01.1942
- Generalleutnant Albrecht Baier 01.01.1942 – 10.03.1942
- Generalmajor Werner von Räsfeld 10.03.1942 – 01.05.1942
- General Johannes Frießner 01.05.1942 – 19.01.1943
- General Otto Hitzfeld 19.01.1943 – 10.12.1943
- Generalleutnant Werber von Bercken 10.12.1943 – 28.04.1945.